# Saint-Éloy-les-Tuileries
Saint-Éloy-les-Tuileries (en occitano Sent Aliég) es una comuna francesa, situada en el departamento de Corrèze, en la región de Lemosín, departamento de Corrèze, en el distrito de Brive-la-Gaillarde y cantón de Lubersac.
Su población en el censo de 2008 era de 121 habitantes.
Está integrada en la Communauté de communes du Pays de Saint-Yrieix.

## Demografía
| 184 | 218 | 196 | 159 | 133 | 124 | 121 |
| Para los censos de 1962 a 1999 la población legal corresponde a la población sin duplicidades (Fuente: INSEE [Consultar]) |     |     |     |     |     |     |